# Henny Lauritzen
Henny Johanne Marie Lauritzen (5. april 1871 – 7. december 1938) var en dansk skuespillerinde.
Henny debuterede den 19. februar 1888 på Dagmarteatret, hvorefter hun turnerede i provinsen med forskellige teatertrupper før hun fra 1911 igen spillede på københavnske teatre; Frederiksberg Teater, Det ny Teater. I 1917 turnerede hun igen, og i perioden 1920-1925 var hun på Aarhus Teater og 1927-1935 på Odense Teater.
Hun filmdebuterede i 1911 hos Nordisk Film hvor hun indtil 1920 fik indspillet omkring 50 stumfilm, foruden en enkelt for Dansk Astra Film i 1919. Hendes elegante ydre bevirkede at hun ofte blev castet til roller som statslige damer; grevinder, baronesser, fyrstinder, ol.
Henny Lauritzen blev i 1901 gift med skuespiller og sceneinstruktør Carl Lauritzen (1879-1944). Hun er mor til skuespilleren Torkil Lauritzen (1901-1979). Hun døde den 7. december 1938, og ligger begravet på Solbjerg Parkkirkegård på Frederiksberg.

## FIlmografi
| - Ekspeditricen (instruktør August Blom, 1911) - Livets Løgn (instruktør August Blom, 1911) - Hendes Ære (som kammerherreinden; instruktør August Blom, 1911) - For aabent Tæppe (instruktør August Blom, 1912) - De Tre Kammerater (instruktør August Blom, 1912) - Naar Hjertet staar i Brand (instruktør Eduard Schnedler-Sørensen, 1912) - Atlantis (instruktør August Blom, 1913) - Prinsesse Elena (som prinsessens hofdame; instruktør Holger-Madsen, 1913) - En Hofintrige (som grevinde Lentelsbach; instruktør August Blom, 1913) - Hans vanskeligste Rolle (som grevinde Bernburg, komtesses mor; instruktør August Blom, 1913) - Af Elskovs Naade (som Anys mor; instruktør August Blom, 1914) - Et Læreaar (som Lady Thorn, Sir Wakelys datter; instruktør August Blom, 1914) - Millionærdrengen (som frk. Clementine, Philips tante; instruktør Holger-Madsen, 1914) - Grev Dahlborgs Hemmelighed (instruktør Eduard Schnedler-Sørensen, 1914) - Moderen (instruktør Robert Dinesen, 1914) - Den mystiske Fremmede (instruktør Holger-Madsen, 1914) - Bytte Roller (som Jane Wilson, oldfrue; instruktør August Blom, 1914) - Den nye Huslærer (som grevinden; instruktør Lau Lauritzen Sr., 1914) - En slem Dreng (som fru Brumberg; instruktør Lau Lauritzen Sr., 1915) - Kærlighedens Firkløver (instruktør Alfred Cohn, 1915) - Kærlighed og Mobilisering (som enkefrue Siversen; instruktør Lau Lauritzen Sr., 1915) - Drankersken (instruktør Hjalmar Davidsen, 1915) - Familien Pille som Spejdere (som fru Pille, apotekerfrue; instruktør Lau Lauritzen Sr., 1915) - Guldkalven (instruktør Hjalmar Davidsen, 1915) | - Hvor Sorgerne glemmes (som grevinde Schach; instruktør Holger-Madsen, 1915) - Manden uden Fremtid (instruktør Holger-Madsen, 1916) - Barnet fra Opfostringshuset (som fru Garde, godsejerens tante; instruktør Alexander Christian, 1916) - Barnehjertets Heltemod (som Elise, direktørens frue; instruktør A.W. Sandberg, 1916) - Selskabsdamen (som enkebaronesse Morrow; instruktør Martinius Nielsen, 1916) - Prinsessens Hjerte (som baronesse Gertner, hofdame; instruktør Hjalmar Davidsen, 1916) - Ene i Verden (instruktør A.W. Sandberg, 1916) - Expeditricen fra Østergade (som friherreinden; instruktør A.W. Sandberg, 1917) - Herregaards-Mysteriet (som fru Eva Lau, husbestyrerinde hos Bruhn; instruktør Alexander Christian, 1917) - De mystiske Fodspor (som grevinde Bleking; instruktør A.W. Sandberg, 1918) - Zigeunerprinsessen (som enkegrevinden, grev Tullins mor; instruktør Emanuel Gregers, 1918) - Dømmer ikke (instruktør Fritz Magnussen, 1918) - En Kunstners Kærlighed (som Julie Duphot, Valmys søster; instruktør A.W. Sandberg, 1918) - Prinsessens Tilbeder (som ærkehertuginde Sonja Barromeus; instruktør Alexander Christian, 1918) - Tidens barn (instruktør Martinius Nielsen, 1918) - Krig og Kærlighed (som grevinden; instruktør Holger-Madsen, 1918) - Hvorledes jeg kom til Filmen (instruktør Robert Dinesen, 1919) - Mod Lyset (instruktør Holger-Madsen, 1919) - En Kunstners Gennembrud (som guvernørens frue; instruktør Holger-Madsen, 1919) - Prinsens Kærlighed (som fyrstinde Adelheid; instruktør Martinius Nielsen, 1920) - En Skuespillers Kærlighed (som Gehejmrådinde von Windheim; instruktør Martinius Nielsen, 1920) - Vor fælles Ven (som Wilfers hustru; instruktør A.W. Sandberg, 1921) - Pigen fra Sydhavsøen (som grevinde Betty, Eriks søster; instruktør A.W. Sandberg, 1922) - Republikaneren (som Dronning Elena; instruktør Martinius Nielsen, 1923) |